# Fenualoa
Fenualoa est une île des Salomon, la deuxième plus grande des Îles Reef, dans la province de Temotu.
Elle comporte quatre villages principaux et est assez densément peuplée, avec une population totale d'environ 1 500 personnes en 2008.
Les villages sont (du sud vers le nord) Tuo (Tuwo), Maluba, Tanga et Malapu.

## Galerie

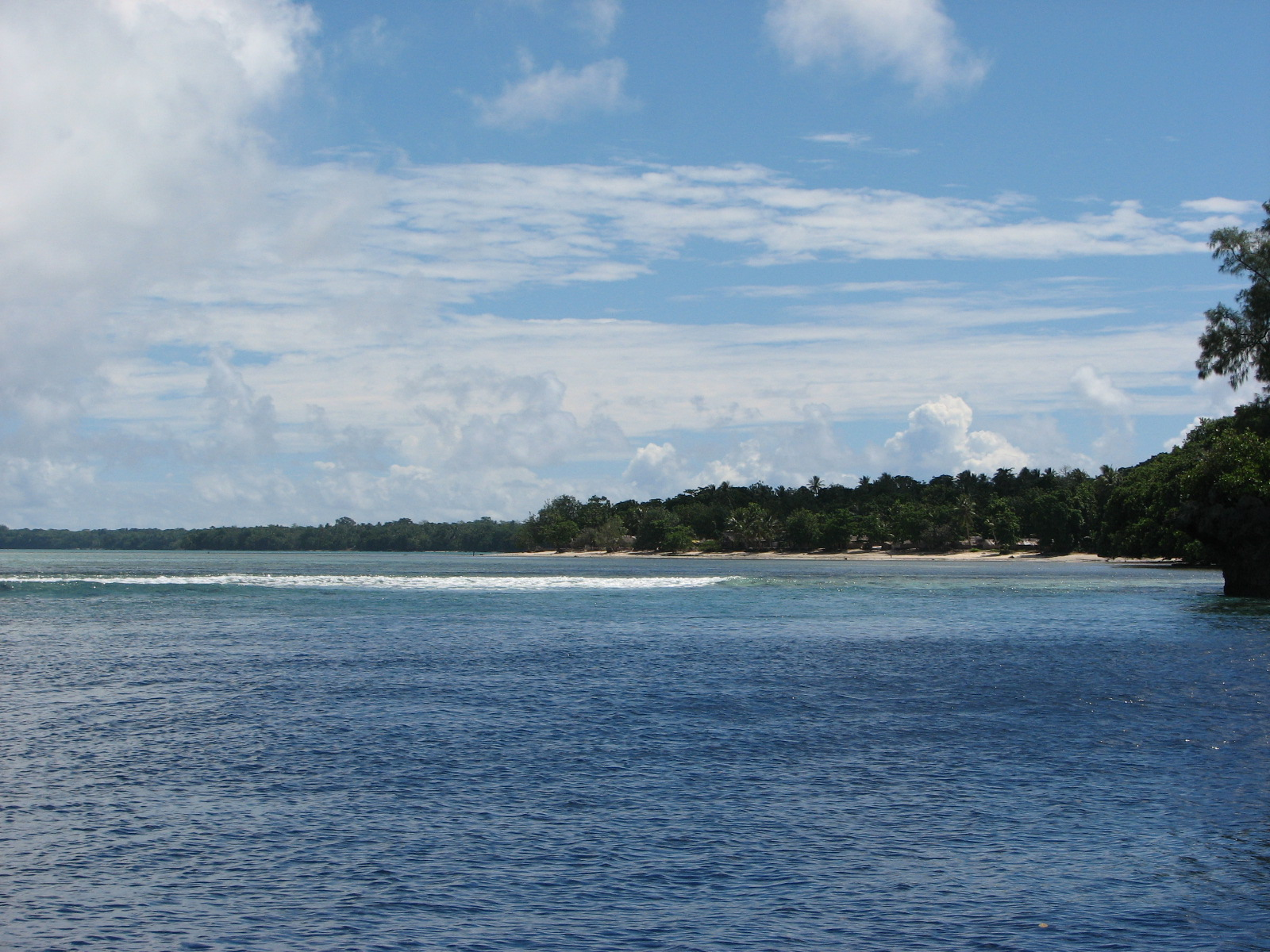
Vue vers le nord depuis Fenualoa.
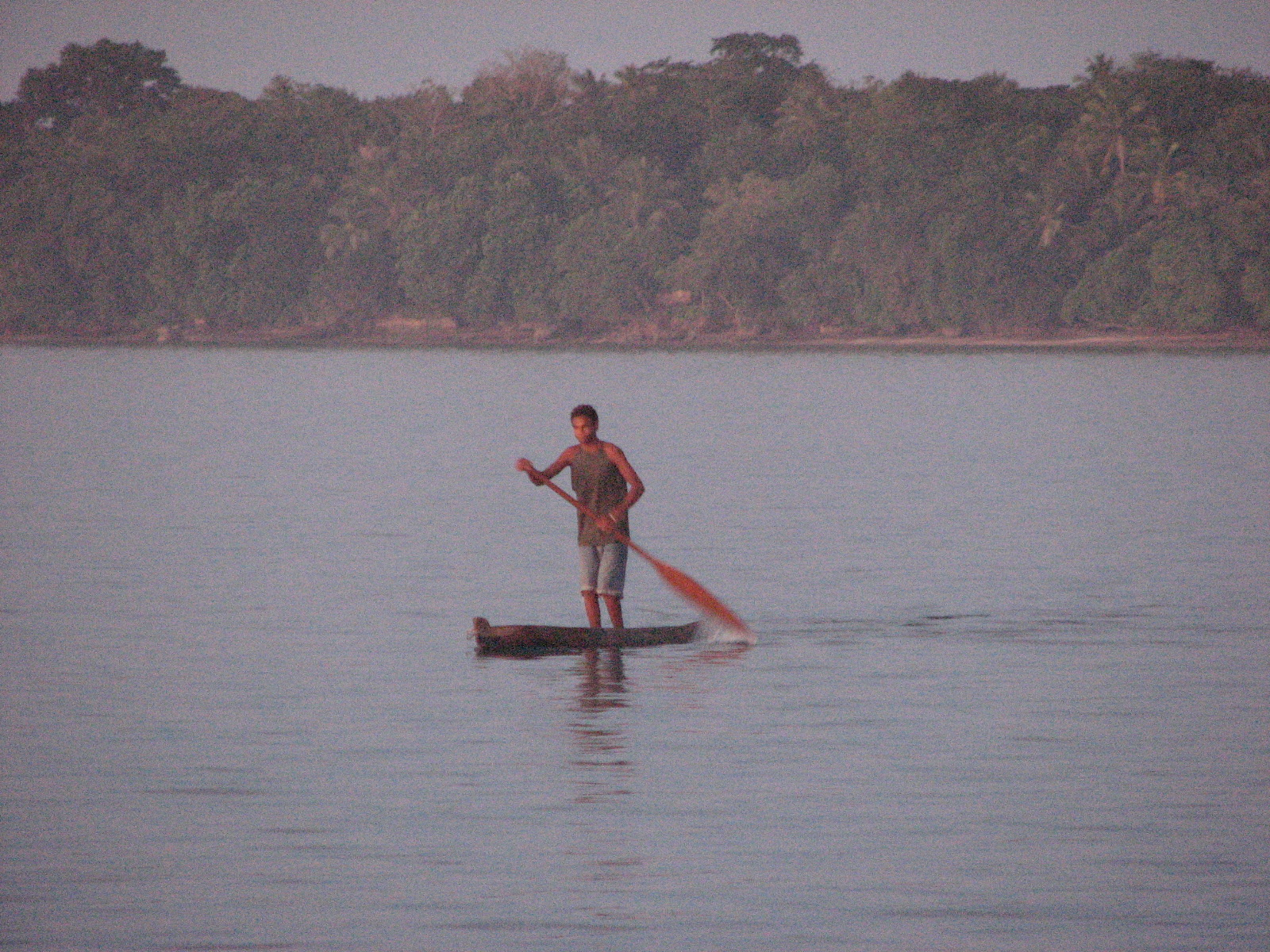
Un canoe sur la côte ouest.
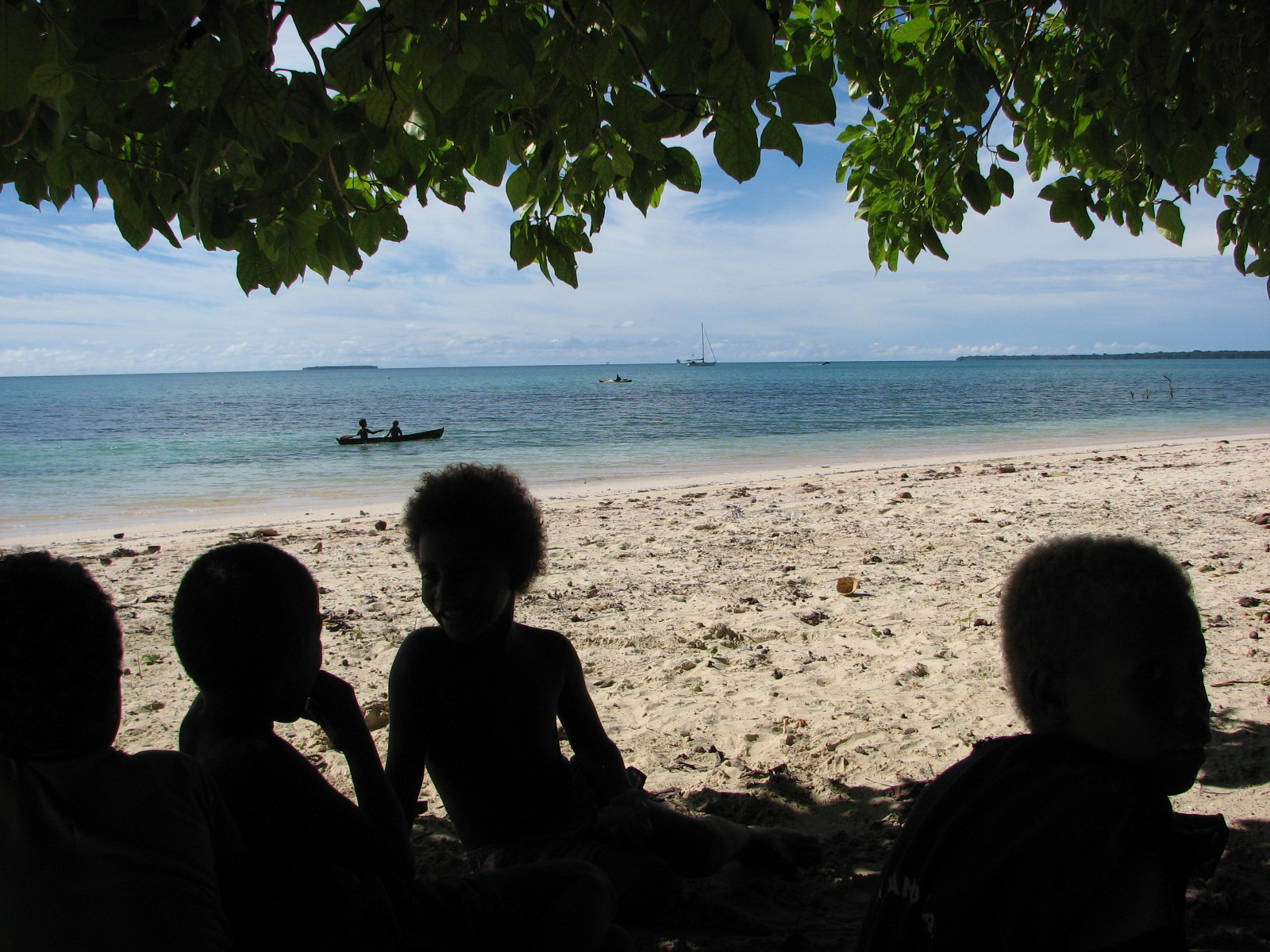
Enfants sur la plage
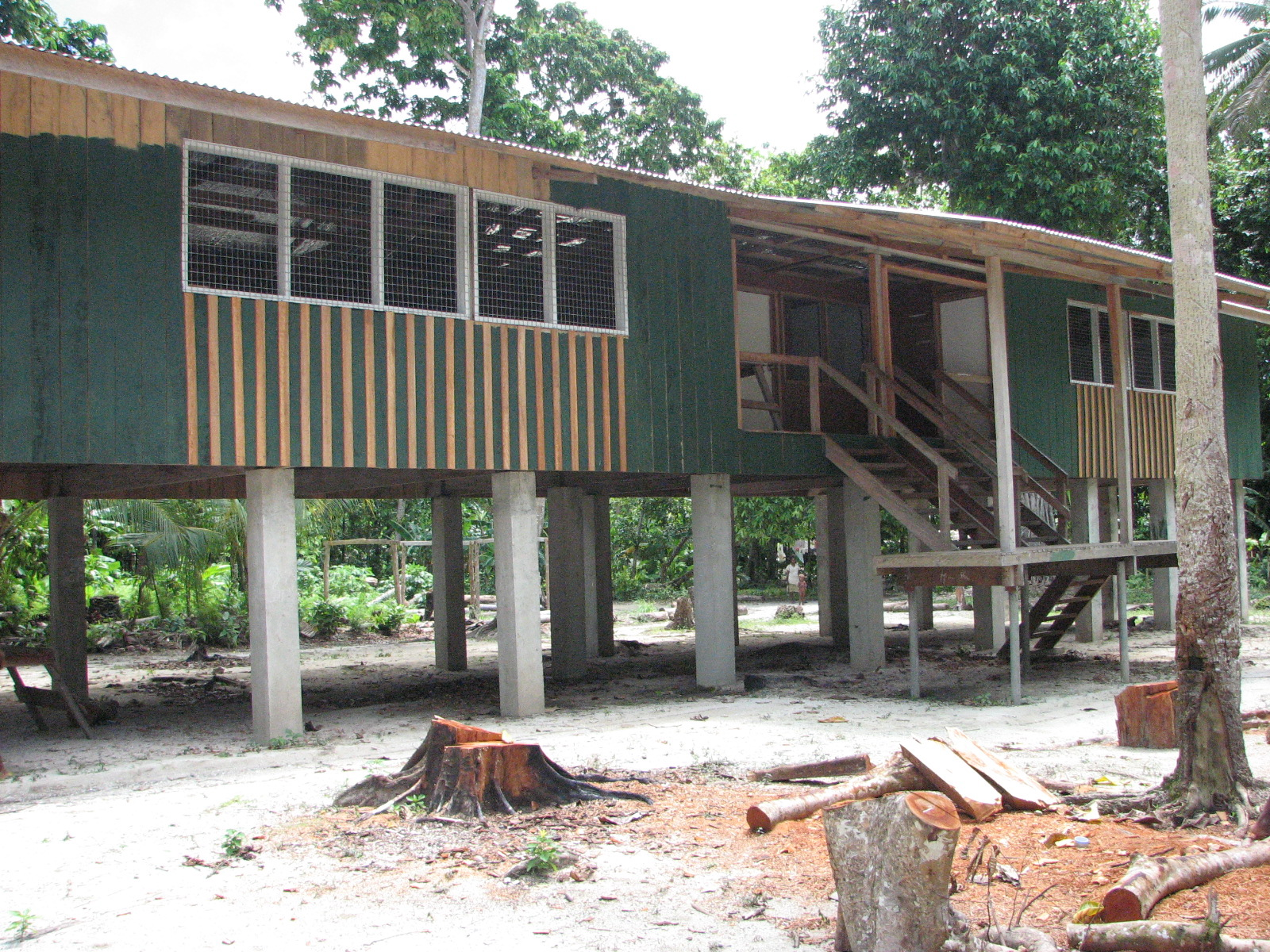
Ecole du village de Tuo
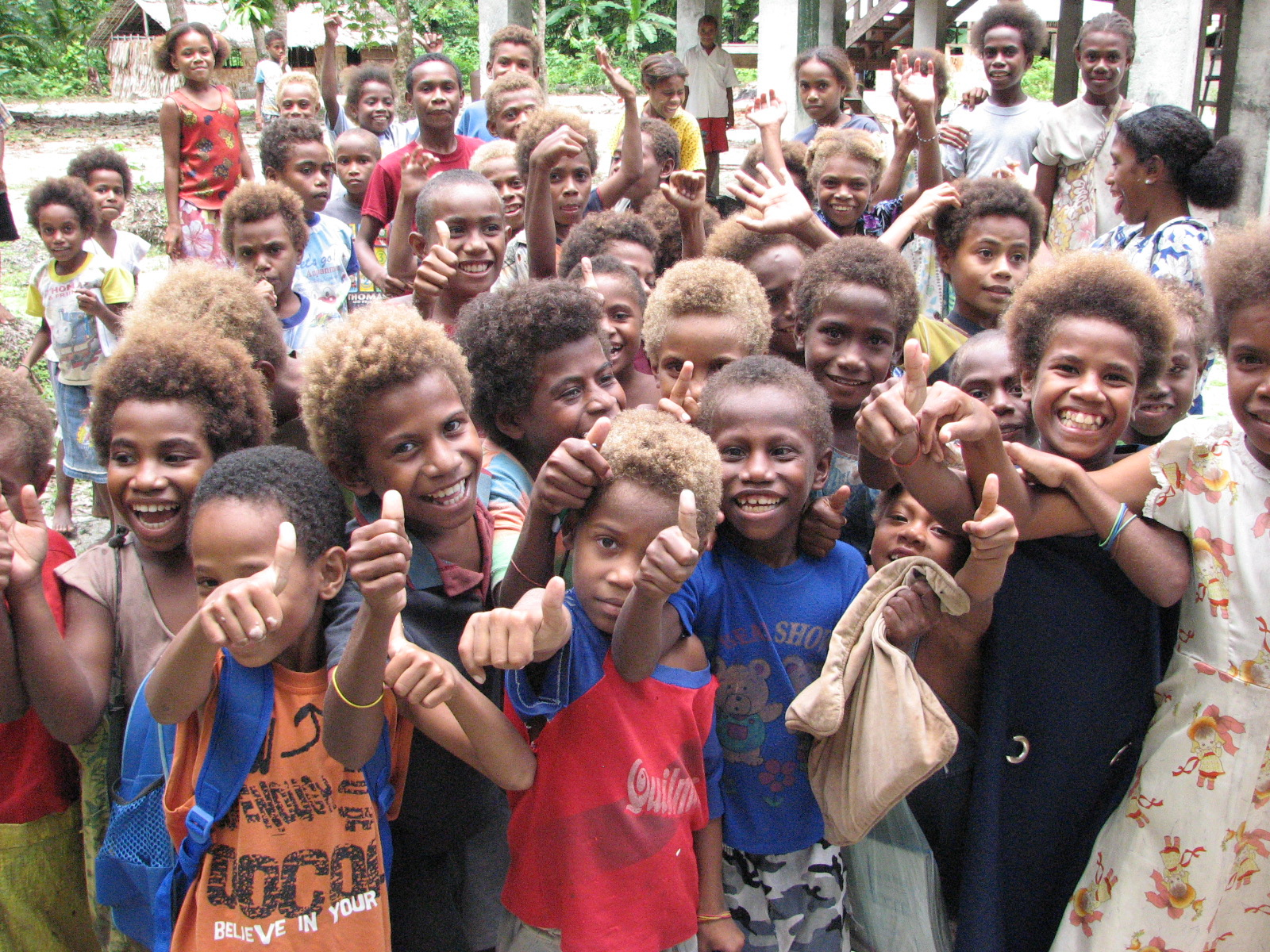
Enfants de l'école de Tui